# Junior-letvægt
Junior-letvægt eller Super-fjervægt er betegnelsen for en vægtklasse, der benyttes indenfor boksning. Junior-letvægt ligger over fjervægt og under letvægt. 
I professionel boksning er vægtgrænsen for junior-letvægt 130 engelske pund (58,967 kg). Vægtklassen junior-letvægt benyttes alene i professionel boksning, og således ikke i amatørboksning som defineret af AIBA. 
Junior-letvægt blev oprindeligt introduceret tilbage i 1920'erne. Den første VM-kamp i junior-letvægt blev afholdt den 18. november 1921, hvor George ”KO” Chaney tabte på diskvalifikation til Johnny Dundee i Madison Square Garden i New York. Der blev herefter i en periode på ca. 10 år arrangeret en række VM-kampe i klassen, men da det dengang eneste ”store” bokseforbund opgav anerkendelse af vægtklassen i 1933, døde klassen ud.
Vægtklassen blev dog genoplivet i 1963, da Flash Elorde blev verdensmester i klassen. En række stærke boksere har bokset i junior-letvægt, herunder Alexis Argüello, Julio Cesar Chavez og Floyd Mayweather, Jr.

## Danske mestre
4 danske boksere har vundet europamesterskabet i junior-letvægt, nemlig Lars Lund Jensen (1988), Racheed Lawal (1988-1989), Jimmi Bredahl (1992) og Dennis Holbæk Pedersen (1999 og 2000). Jimmi Bredahl var tillige indehaver af WBOs version af verdensmesterskabet i junior-letvægt i perioden 1992-1994.